# A Public Affair (canção)
"A Public Affair" é uma música do quinto álbum da cantora estadunidense Jessica Simpson, A Public Affair.
A música foi lançada em 2006 como primeiro single do álbum, e em seu clipe tem participações de celebridades como Andy Dick, Eva Longoria e Christina Applegate. Foi um sucesso em Charts como EUA Hot Dance Club Play ficando na #1 posição, alcançou a #11 posição no Billboard Pop 100 e a #14 posição no Billboard Hot 100.O single recebeu uma indicação ao Grammy na categoria "Melhor Performance Feminina pop", porém a música Ain't No Other Man" da cantora Christina Aguilera ganhou o prêmio.

## Faixas e Singles
- Austrália CD single

1. "A Public Affair" [Radio Edit]
2. "A Public Affair" [Extended Version]
3. "A Public Affair" [Karaoke Version]

- EUA MAXI Single

1. "A Public Affair" [Radio Edit]
2. "A Public Affair" [Extended Version]
3. "A Public Affair"[Instrumental Version]
4. "A Public Affair" [Remix]

- UK/Inglaterra CD single[1]

1. "A Public Affair"
2. "A Public Affair" [Alex Gregg Remix]

## Posições
| Chart                        | Posição |
| ---------------------------- | ------- |
| EUA Hot Dance Club Play      | 1       |
| EUA Hot Digital Songs        | 6       |
| EUA Hot Dance Airplay        | 6       |
| EUA Billboard Pop 100        | 11      |
| EUA ARC Weekly Top 40        | 12      |
| EUA Billboard Hot 100        | 14      |
| EUA Top 40 Mainstream        | 16      |
| EUA Pop 100 Airplay          | 20      |
| Canadá Hot 100               | 8       |
| Irish Singles Chart          | 9       |
| Filipinas Hot 100            | 9       |
| Austrália ARIA Singles Chart | 17      |
| Àfrica do Sul Singles Chart  | 19      |
| Reino Unido Singles Chart    | 20      |
| Swedish Singles Chart        | 36      |
| México Top 100               | 50      |
| Polish Singles Chart         | 59      |
| Alemanha Singles Chart       | 72      |